# Lithiumhexafluoroarsenat(V)
Lithiumhexafluoroarsenat(V), Li[AsF6] ist ein Salz des Lithiums aus der Gruppe der Hexafluoroarsenate.

## Verwendung
Lithiumhexafluoroarsenat(V) ist ein potentielles Elektrolytmaterial für Batterien.

## Eigenschaften
Das Salz besitzt in Methylacetat eine Leitfähigkeit, welche zwischen −20 °C und 50 °C bestehen bleibt.

## Sicherheitshinweise
Die Verbindung ist bei oraler Einnahme oder Inhalation toxisch.
Starke Oxidationsmittel und Reduktionsmittel sowie starke Säuren und Basen verursachen heftige Reaktionen mit Lithiumhexafluoroarsenat(V). Bei der Zersetzung entstehen Fluorwasserstoff, Arsenoxide und Lithiumoxid.